# Torneo Clausura 2003 (El Salvador)
El Torneo Clausura 2003 fue el décimo torneo corto desde la creación del formato de un campeonato Apertura y Clausura, que se juega en la Primera División de El Salvador. San Salvador se proclamó campeón de la competencia por primera vez.

## Formato de competencia
El torneo clausura se desarrolla de la misma forma que el torneo de temporada anterior, en dos fases:
- Fase de clasificación: los dieciocho días del campeonato.
- Fase final: los partidos de ida y vuelta que van desde las semifinales hasta la final.

### Fase de clasificación
Durante la fase de clasificación, los diez equipos se enfrentan a los otros nueve equipos dos veces según un calendario elaborado al azar. Los cuatro mejores equipos se clasifican para las semifinales, mientras que el último desciende a la Segunda División .
La clasificación se basa en la escala de puntos clásica (victoria a 3 puntos, empate a 1, derrota a 0). El desempate final se basa en los siguientes criterios:
- El número de puntos.
- La diferencia de goles general.
- El número de goles marcados.

## Equipos participantes

### Equipos por departamento
| Departamento | N.º | Equipos                            |
| ------------ | --- | ---------------------------------- |
| La Unión     | 2   | Atlético Balboa y Municipal Limeño |
| San Salvador | 2   | Alianza, Atlético Marte            |
| San Miguel   | 2   | Águila, Dragón                     |
| Santa Ana    | 2   | FAS e Isidro Metapán               |
| La Libertad  | 1   | Arcense                            |
| Usulután     | 1   | Luis Ángel Firpo                   |

### Información de los equipos
| Equipo           | Entrenador               | Ciudad             | Estadio                  |
| ---------------- | ------------------------ | ------------------ | ------------------------ |
| Águila           | Ramón Maradiaga          | San Miguel         | Juan Francisco Barraza   |
| Alianza          | Juan Quarentone          | San Salvador       | Cuscatlán                |
| Arcense          | Ricardo Guardado         | Ciudad Arce        | Wismar                   |
| Atlético Balboa  | Manuel Alberto Solano    | La Unión           | Marcelino Imbers         |
| Dragón           | Domingo Ramos            | San Miguel         | Juan Francisco Barraza   |
| FAS              | Alberto Agustín Castillo | Santa Ana          | Óscar Alberto Quiteño    |
| Isidro Metapán   | Edwin Portillo           | Metapán            | Jorge "Calero" Suárez    |
| Luis Ángel Firpo | Miloš Miljanić           | Usulután           | Sergio Torres Rivera     |
| Municipal Limeño | Antonio Carlos Vieira    | Santa Rosa de Lima | Dr. Ramón Flores Berríos |
| San Salvador     | Rubén Alonso             | San Salvador       | Cuscatlán                |

## Tabla general
| Pos. | Equipos          | PJ | PG | PE | PP | GF | GC | Dif. | Pts. |
| ---- | ---------------- | -- | -- | -- | -- | -- | -- | ---- | ---- |
| 1.   | FAS              | 18 | 13 | 5  | 0  | 35 | 12 | +23  | 44   |
| 2.   | San Salvador     | 18 | 7  | 7  | 4  | 29 | 26 | +3   | 28   |
| 3.   | Alianza          | 18 | 6  | 10 | 2  | 23 | 20 | +3   | 28   |
| 4.   | Luis Ángel Firpo | 18 | 7  | 6  | 5  | 25 | 21 | +4   | 27   |
| 5.   | Isidro Metapán   | 18 | 6  | 8  | 4  | 24 | 18 | +6   | 26   |
| 6.   | Municipal Limeño | 18 | 6  | 6  | 6  | 34 | 27 | +7   | 24   |
| 7.   | Águila           | 18 | 6  | 4  | 8  | 28 | 27 | +1   | 22   |
| 8.   | Atlético Balboa  | 18 | 3  | 9  | 6  | 15 | 28 | -13  | 18   |
| 9.   | Arcense          | 18 | 1  | 8  | 9  | 10 | 19 | -9   | 11   |
| 10.  | Dragón           | 18 | 1  | 5  | 12 | 18 | 43 | -25  | 8    |

|  | Líder, clasificado para las semifinales. |
|  | Clasificados para las semifinales.       |

## Fase final

### Cuadro de desarrollo
|  | Semifinales                          | Semifinales                          | Semifinales                          | Semifinales                          | Semifinales                          |   |    | Final        | Final       | Final       |  |
|  | 1 de junio (ida) 8 de junio (vuelta) | 1 de junio (ida) 8 de junio (vuelta) | 1 de junio (ida) 8 de junio (vuelta) | 1 de junio (ida) 8 de junio (vuelta) | 1 de junio (ida) 8 de junio (vuelta) |   |    | 15 de junio  | 15 de junio | 15 de junio |  |
|  |                                      |                                      |                                      |                                      |                                      |   |    |              |             |             |  |
|  |                                      |                                      |                                      |                                      |                                      |   |    |              |             |             |  |
|  | 1°                                   | FAS                                  | 1                                    | 2 (3)                                | 3                                    |   |    |              |             |             |  |
|  | 1°                                   | FAS                                  | 1                                    | 2 (3)                                | 3                                    |   |    |              |             |             |  |
|  | 4°                                   | Luis Ángel Firpo                     | 2                                    | 1 (4)                                | 3                                    |   |    |              |             |             |  |
|  | 4°                                   | Luis Ángel Firpo                     | 2                                    | 1 (4)                                | 3                                    |   | 2° | San Salvador | 3           |             |  |
|  |                                      |                                      |                                      |                                      |                                      |   | 2° | San Salvador | 3           |             |  |
|  |                                      |                                      | 4°                                   | Luis Ángel Firpo                     | 1                                    |   |    |              |             |             |  |
|  | 2°                                   | San Salvador                         | 4°                                   | Luis Ángel Firpo                     | 1                                    | 2 | 2  | 4            |             |             |  |
|  | 2°                                   | San Salvador                         |                                      |                                      |                                      | 2 | 2  | 4            |             |             |  |
|  | 3°                                   | Alianza                              | 2                                    | 1                                    | 3                                    |   |    |              |             |             |  |
|  | 3°                                   | Alianza                              | 2                                    | 1                                    | 3                                    |   |    |              |             |             |  |
|  |                                      |                                      |                                      |                                      |                                      |   |    |              |             |             |  |

### Final
| 15 de junio de 2003 | Luis Ángel Firpo | 1 - 3 (pro) | San Salvador                                   | Estadio Cuscatlán, San Salvador |  |
|                     | Cabrera 48'      |             | 7' (a.g.) García · 113' Merino · 116' Martínez |                                 |  |

|                                 |
| Campeón San Salvador 1.° título |